# Molières (Tarn-et-Garonne)
Molières é uma comuna francesa na região administrativa da Occitânia, no departamento de Tarn-et-Garonne. Estende-se por uma área de 38.46 km², e possui 1.183 habitantes, segundo o censo de 2018, com uma densidade de 31 hab/km².